# یواس‌اس رابرت اچ مک‌کوردی (اس‌پی-۳۱۵۷)
یواس‌اس رابرت اچ مک‌کوردی (اس‌پی-۳۱۵۷) (به انگلیسی: USS Robert H. McCurdy (SP-3157)) یک کشتی بود که طول آن ۱۷۸ فوت (۵۴ متر) بود. این کشتی در سال ۱۹۰۳ ساخته شد.